# Symaithis
Symaithis (altgriechisch Συμαιθίς Symaithís, latinisiert Symaethis) ist eine Najade der griechischen Mythologie.
Sie erscheint in den Metamorphosen des Ovid als Tochter des Flussgottes Symaithos, des Flussgottes des namensgebenden Flusses auf Sizilien, wahrscheinlich des heutigen Simeto. Von Faunus ist sie die Mutter des Acis.